# Eusebio Guiteras
Eusebio Guiteras Font (Matanzas, 1823-Filadelfia, 1893) fue un profesor y escritor cubano.

## Biografía
Nacido el 5 de marzo de 1823 en Matanzas, se consagró a los estudios literarios y a los clásicos españoles y de otros lugares. Guiteras, un educador familiarizado con diversas lenguas, llegó a estar preso por sus ideas liberales. Escribió en los Estados Unidos diversas obras.
En Matanzas fundó el centro literario El Liceo. Obtuvo en los Juegos Florales de 1861 la medalla de oro, por su poesía «Romance cubano», que recibió de Gertrudis Gómez de Avellaneda. Dejó varias traducciones de críticos extranjeros, obras didácticas, de estudio y de la vida cubana, así como poesías. Fallecido el 24 de diciembre de 1893 en Filadelfia, era hermano de Antonio Guiteras y Pedro José Guiteras.